# 花山区
花山区是中國安徽省马鞍山市下辖的一个市辖区。2012年九月，撤销马鞍山市金家庄区和花山区，设立新的花山区，以原金家庄区和花山区的行政区域为新的花山区的行政区域。花山区人民政府驻霍里街道秀山大道166号。区域总面积为178.76平方公里。

## 行政区划
花山区下辖9个街道办事处、1个镇：
沙塘路街道、解放路街道、湖东路街道、桃源路街道、霍里街道、金家庄街道、塘西街道、慈湖街道、江东街道、濮塘镇和马鞍山慈湖高新技术产业开发区。

## 人口
根據第七次人口普查數據，截至2020年11月1日零時，花山區常住人口為450983人，其中家庭户175246户，集體户7233户，家庭户人口為431661人，集體户人口為19322人，平均每個家庭户的人口為2.46人。全區常住人口中，男性人口為226021人，佔50.12%；女性人口為224962人，佔49.88%。